# کروس بالا
کروس بالا، روستایی از توابع بخش ایوانکی شهرستان گرمسار در استان سمنان ایران است و بنیانگذار آن عیسی خانی بزرگ ایل هداوند این روستا را تأسیس نموده است

## جمعیت
این روستا در دهستان ایوانکی قرار دارد و براساس سرشماری مرکز آمار ایران در سال ۱۳۸۵، جمعیت آن ۳۱ نفر (۸خانوار) بوده‌است.